# British Academy of Film and Television Arts
A Academia Britânica de Artes do Cinema e Televisão, do inglês British Academy of Film and Television Arts (abreviado BAFTA), popularmente conhecido como Oscar Britânico, é uma organização profissional honorária britânica dedicada ao desenvolvimento da arte, responsável pela premiação anual à excelência de trabalhos audiovisuais - realizados em cinema, televisão, filmes e em outros meios do gênero - e dos profissionais da indústria cinematográfica. É considerada a segunda maior premiação do cinema, reconhecida pela sua exigência e rigidez em suas análises de méritos.

## História
Os primórdios do BAFTA consistem numa modesta academia fundada em 16 de abril de 1947, na cidade de Londres, pelos grandes nomes da indústria cinematográfica britânica, tendo como seu primeiro presidente o diretor David Lean. O objetivo essencial dessa formação era reconhecer aqueles profissionais que haviam contribuído com sua criatividade e profissionalismo para o desenvolvimento do cinema e das artes audiovisuais no Reino Unido.
Apenas onze anos após a fundação da então "British Film Academy" houve uma fusão com a Associação dos Produtores e Diretores de Televisão configurando a formação da Sociedade de Artes de Filme e Televisão (The Society of Film and Television Arts). Nessa época David Lean doa os direitos autorais dos filmes "A Ponte do Rio Kwai" e “Dr. Jivago” para a Sociedade, e isso serve como uma fonte incalculável de capitais naqueles primeiros anos.
Mais tarde quem contribui de maneira similar é a rainha, ao entregar os direitos autorais do documentário “Família Real”, de Richard Cawston, no início dos anos 70, possibilitando, financeiramente, a mudança da Academia de seu primeiro endereço, o Hyde Park Hotel, para um escritório maior e melhor na Great Portland Street, transformado em casa de estreias teatrais e local de reunião para seus membros.
A partir da inauguração da nova sede, tendo sido acompanhada inclusive por membros da família real britânica, a Sociedade tornou-se oficialmente conhecida como The British Academy of Film and Television Arts (BAFTA) e adquiriu status de palavra no vocabulário do povo britânico. Com o passar do tempo a Academia transpassou a barreira nacional e passou a atuar a nível internacional também, possuindo homólogas no País de Gales, Escócia, Estados Unidos, além de filiadas e outras agências ao redor do mundo, como em Nova York e Los Angeles.
Os membros participantes são os expoentes do cinema, televisão e vídeo-games, abarcando os melhores profissionais em cada categoria, tanto do Reino Unido como dos demais países. Nos últimos anos tem-se assistido a um considerável aumento no número de membros, (cerca de 6 500 atualmente) demonstrando o caráter sério e democrático da academia no seu intuito fundamental.
Em 2011 eram distribuídos mais de uma centena de prêmios, sendo que, em 1947, ano de fundação, não passavam de três. Para tanto são realizadas em Londres cinco cerimônias anuais:
- British Academy Film Awards;
- British Academy Video Games Awards;
- British Academy Television Awards;
- British Academy Television Craft Awards;
- The 10th British Academy Children's Film & Television Awards.